# Wen Čeng-ming
Wen Čeng-ming (čínsky pchin-jinem Wén Zhēngmíng, znaky zjednodušené 文征明, tradiční 文徵明, 1470–1559) byl malíř, kaligraf a učenec mingské Číny řazený mezi umělce školy Wu.

## Jména
Vlastní jméno Wen Čeng-minga bylo Wen Pi (čínsky pchin-jinem Wén Bì, znaky 德承), Čeng-ming bylo jeho zdvořilostní jméno. Později si změnil zdvořilostní jméno na Čeng-čung (čínsky pchin-jinem Zhēngzhòng, znaky zjednodušené 征仲, tradiční 徵仲). Používal pseudonymy Cheng-šan ťü-š’ (čínsky pchin-jinem Héngshān jūshì, znaky 衡山居士) a Tching-jün-šeng (čínsky pchin-jinem Tíngyúnshēng, znaky 停云生).

## Život a dílo

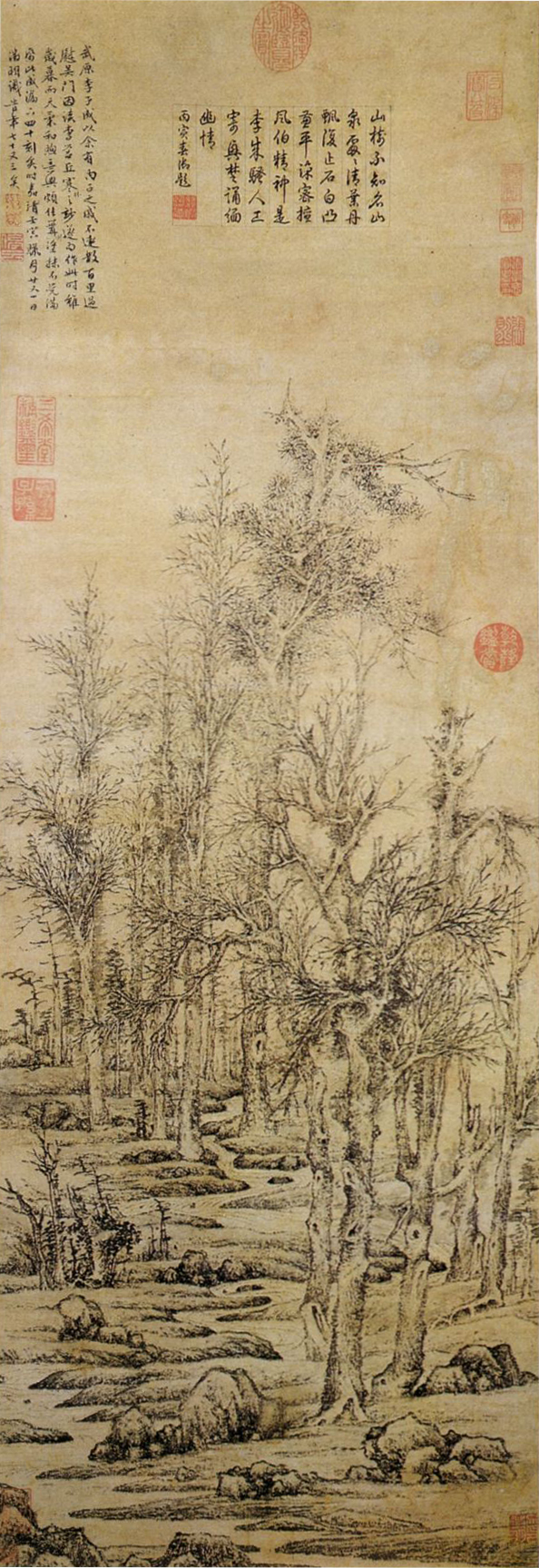
Stromy v zimě

Narozen v Su-čou, počítal mezi své předky sungského prvního ministra Wen Tchien-sianga. Rodina původně pocházela z Cheng-jangu v provincii Che-nan, kde se usadila krátce po 10. století. Wenův prapraděd se přestěhoval do Su-čou.
Je řazen k „čtyřem mistrům mingské doby“, mezi něž patřili ještě Šen Čou, Tchang Jin a Čchiou Jing. Pro své obrazy často vybíral prosté a jednoduché objekty, jako osamělý strom nebo skálu. Jeho práce vyjadřují cítění síly skrze osamění, což reflektuje jeho nespokojenost s oficiálním životem. Spolupracoval při návrhu „Zahrady pokorného úředníka“, jedné z klasických zahrad Su-čou a považované za jednu z nejkrásnějších zahrad v Číně.